# Lo'ai Al-Amaireh
Lo'ai Al-Amaireh (en árabe: لؤي صالح عطا الله العمايرة‎; Ma'an, Jordania; 2 de octubre de 1978) es un exfutbolista de Jordania que jugaba en la posición de guardameta.

## Carrera

### Club
| Periodo   | Club                 |
| --------- | -------------------- |
| 1996–2014 | Al-Faisaly Amman     |
| 2014–2016 | Shabab Al-Ordon Club |
| 2016–2017 | Sahab SC             |
| 2017–2018 | Al-Faisaly Amman     |
| 2018      | Shabab Al-Ordon Club |

### Selección nacional
Jugó para Jordania en 28 ocasiones del 2000 al 2014, participó en dos ediciones de la copa Asiática, los Juegos Panarábicos de 2011 y en tres ediciones del Campeonato de la WAFF.

## Logros
- Liga Premier de Jordania (7): 1999, 2000, 2001, 2002–03, 2003–04, 2009–10, 2011–12
- Copa de Jordania (8): 1998, 1999, 2001, 2002–03, 2003–04, 2004–05, 2007–08, 2011–12
- Copa FA Shield de Jordania (5): 1997, 2000, 2009, 2011, 2016
- Supercopa de Jordania (5): 1996, 2002, 2004, 2006, 2012
- Copa AFC (2): 2005, 2006